# Ernst Mayer (Richter)
Ernst Mayer (* 10. März 1872 in Mainz; † 19. Juni 1943 in Frankfurt-Heddernheim) war ein deutscher Jurist und Oberlandesgerichtsrat.

## Familie
Ernst Mayer wurde im März 1872 als Sohn eines jüdischen Kaufmanns in Mainz geboren. Seit dem 4. Januar 1905 war er mit der Mainzer Christin Elisabeth Aull (geb. 1883) verheiratet. Aus der Verbindung sind die Söhne Hans  (geb. 1905) und Clemens (geb. 1908) hervorgegangen. Beide wurden katholisch getauft. Hans Mayer wurde später Direktor der Brandversicherungskammer in Darmstadt. Clemens wurde Gynäkologe und hatte eine Praxis in Bonn.

## Leben
Ernst Mayer besuchte in Mainz das humanistische Gymnasium und legte im Juli 1891 die Reifeprüfung ab. Danach studierte er in Straßburg, Berlin, München und Marburg Rechtswissenschaften. 1896 promovierte er mit einer Arbeit über Staatsgewalt und Gesetzgebung in Elsaß-Lothringen an der Universität Marburg zum Doktor der Rechte. Anschließend wurde er Gerichtsassessor in Mainz.
Im Juli 1904 wurde er Staatsanwalt beim Landgericht Mainz. Im Oktober 1912 erfolgte die Ernennung zum Amtsrichter beim Amtsgericht Mainz als Amtsgerichtsrat.
Während des Ersten Weltkrieges war er vorübergehend mit der Wahrnehmung der Geschäfte eines zum Heeresdienst einberufenen Staatsanwalts in Mainz beauftragt.
Im September 1920 wurde er zum Landgerichtsrat beim Landgericht Mainz befördert. Im März 1924 wechselte er zum Amtsgericht Mainz. Mit Jahresbeginn 1925 wurde Mayer Oberlandesgerichtsrat beim Oberlandesgericht Darmstadt. Seit Mitte März 1925 war er Mitglied des Verwaltungsgerichtshofs des Volksstaates Hessen. 
Nach der Machtergreifung der Nationalsozialisten in Hessen wurden die jüdischen Richter aus ihren Ämtern gedrängt.
Der dafür zuständige Staatsrat Philipp Wilhelm Jung hatte am 6. Juni 1933 an eine Reihe höherer, mittlerer und unterer Justizbeamter, die wenige Jahre vor ihrer Pensionierung standen, die Aufforderung gerichtet, freiwillig ihre vorzeitige Versetzung in den endgültigen Ruhestand zu beantragen. Obwohl Ernst Mayer bereits 1899 zur evangelischen Religionsgemeinschaft übergetreten war, erhielt er ebenfalls die Aufforderung von Jung. Er beantragte daraufhin seine Versetzung in den Ruhestand. Bereits am 17. Juni 1933 erhielt er nach 40 Dienstjahren im Alter von 61 Jahren die Entlassungsurkunde mit Wirkung vom 1. Oktober 1933.
Da er mit einer Christin verheiratet war, blieb er zunächst vor den einsetzenden Deportationen geschützt. Am 30. April 1943 erließ die Gestapo in Darmstadt die Anweisung, die in „Mischehen“ lebenden Juden zu verhaften. Anfang Mai 1943 wurde Ernst Mayer verhaftet und ins „Arbeitserziehungslager“ Frankfurt-Heddernheim deportiert. 
Der 71-jährige Ernst Mayer war den zahlreichen Strapazen dieses Lagers nicht gewachsen und verstarb dort knapp einen Monat nach seiner Einlieferung.
Der Gestapo-Beamte Georg Dengler, Chef des Judenreferates der Gestapo Darmstadt, und dessen Vorgesetzter, der Leiter der Gestapo Darmstadt Robert Mohr, welche für die Inhaftierung Ernst Mayers verantwortlich waren, standen in den 1950er und 1960er Jahren jeweils vor Gericht und wurden wegen ihrer NS-Verbrechen verurteilt. Im Falle des Prozesses gegen Georg Dengler, bei dem Ernst Mayers Sohn Clemens Mayer als Zeuge auftrat, wurden sechs Jahre Gefängnis wegen Beihilfe zu schwerer Freiheitsberaubung im Amt mit Todesfolge in sechs Fällen verhängt.

## Ehrungen
- Für Ernst Mayer wurde am 15. März 2010 ein Stolperstein in Darmstadt, Jahnstraße 130, verlegt.

## Weblink
- Ernst Mayers Biographie Online im Lexikon der Deutschen Friedensgesellschaft, Gruppe Darmstadt